# Тибетский календарь
Тибетский календарь (тиб. ་ལོ་ཐོ, Вайли lo-tho) является лунно-солнечным.
Так как продолжительность синодического месяца в среднем составляет 29,53059 суток, а тропического года — 365,24220, то один тропический год содержит в себе 12,36827 синодических месяцев. Поэтому лунно-солнечный календарь может состоять из 12 (обычный год) или из 13 (эмболисмический год) календарных месяцев, причем месяцы в году чередуются, чтобы дни месяца как можно лучше попадали на одни и те же фазы Луны. Месяцы начинаются с новолуния.
В первый день этого календаря празднуется тибетский новый год Лосар.
С древних времён в летоисчислении тибетцев прослеживается использование двух 60-летних циклов, один из которых (под названием rab-byung) был позаимствован из Индии, а другой цикл (drug-cu skor) — из Китая. Они были введены в действие с некоторым разрывом, поэтому между ними проведена довольно сложная система соотношения.
Длина каждого месяца составляет 30 дней. При этом, помимо обычных дней (под названием khyim-zla) присутствуют лунные дни (tshes-zhag). Их продолжительность может варьироваться в зависимости от углового расстояния между Солнцем и Луной.
Дни недели носят названия в честь небесных тел:
- Понедельник (тиб. གཟའ་ཟླ་བ་) — Луна.
- Вторник (тиб. གཟའ་མིག་དམར་) — Марс.
- Среда (тиб. གཟའ་ལྷག་པ་) — Меркурий.
- Четверг (тиб. གཟའ་ཕུར་བུ།) — Юпитер.
- Пятница (тиб. གཟའ་པ་སངས་) — Венера.
- Суббота (тиб. གཟའ་སྤེན་པ་) — Сатурн.
- Воскресенье (тиб. གཟའ་ཉི་མ་) — Солнце.